# Fenton House
Fenton House est une maison de marchand du XVIIe siècle située à Hampstead dans le nord de Londres. Elle appartient au National Trust, qui leur a été léguée en 1952 par Lady Binning, sa dernière propriétaire et résidente. Il s'agit d'une maison individuelle avec un jardin clos, qui est grand par rapport aux normes de Londres, et dispose d'un jardin en contrebas, d'un verger et d'un potager . 

## Caractéristiques
L'intérieur abrite la collection Benton Fletcher d'instruments à clavier anciens, dont certains sont souvent joués pour les visiteurs pendant les heures d'ouverture, et des collections de peintures (dont la collection de Peter Barkworth et des prêts de peintures de Sir William Nicholson), des porcelaines de Meissen, anglaise et chinoise, des dessins de travaux de couture au XVIIe siècle ainsi que des meubles géorgiens. 
Il présente également de beaux portraits du roi William IV (quand il était duc de Clarence) et de sa maîtresse Dorothea Jordan, ainsi que des portraits de deux de leurs fils illégitimes, Frederick FitzClarence et Adolphus FitzClarence, et de l'un des frères de George IV. 
Le manoir en brique, avec 1693 inscrit sur son manteau de cheminée qui correspond à la date de son noyau et de la plupart de ses murs, possède un verger vieux de 300 ans, où fleurissent environ 30 types de pommiers. La journée de la pomme, organisée fin septembre de chaque année, permet au grand public de savourer certaines de ses pommes rares et délicieuses, ainsi que d'autres produits comme le miel de fleur de pommier. 
Le bâtiment a des escaliers d'origine avec des balustres torsadés. Les pièces principales ont des boiseries d'origine, des placards d'angle et des cheminées en marbre sculptées.  
Il a une extension à l'ouest n'ajoutant pas plus de 5% à l'édifice, datant d'environ 1936, qui aurait été commandé par Lady Binning.  

## Galerie

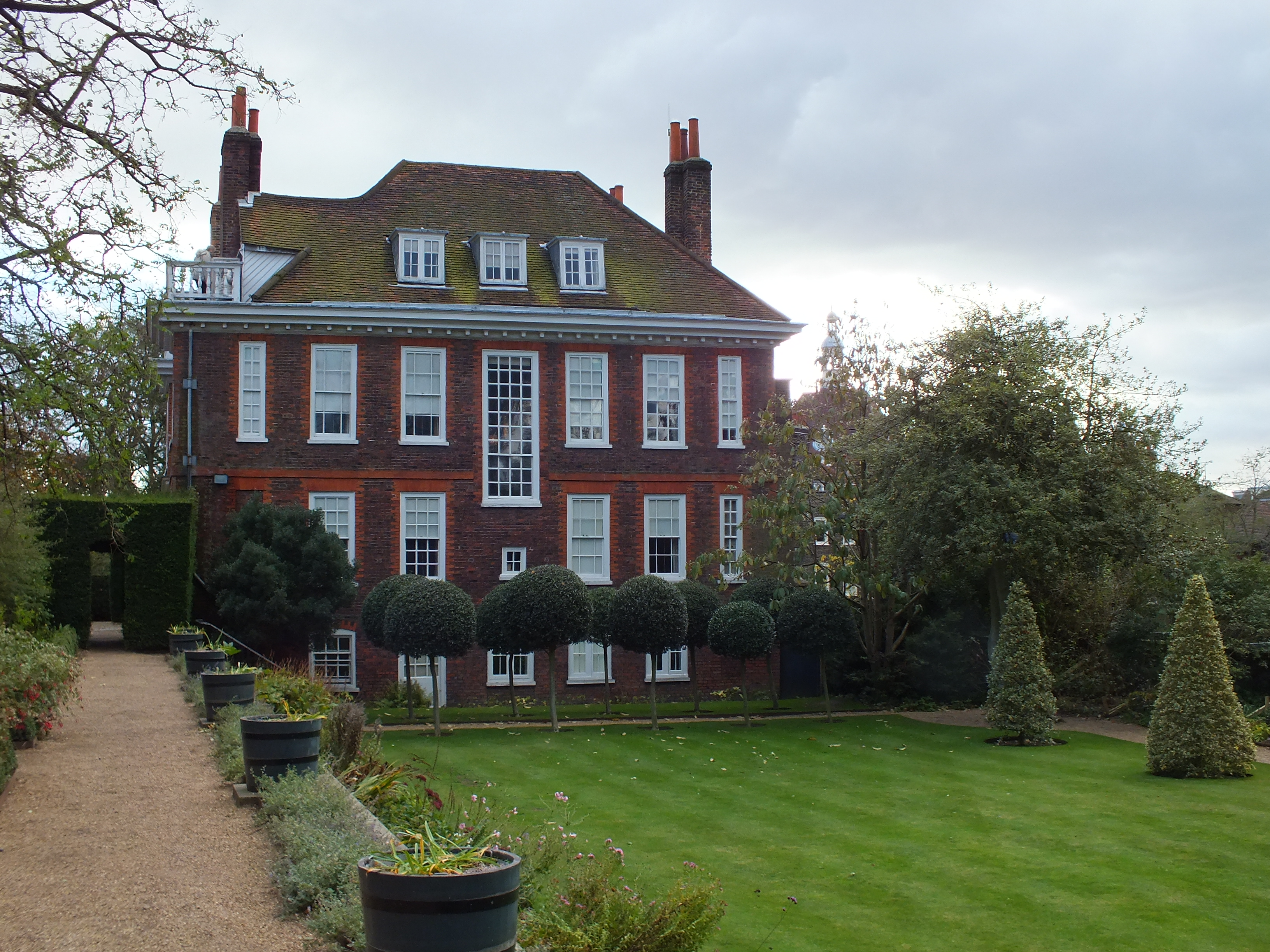
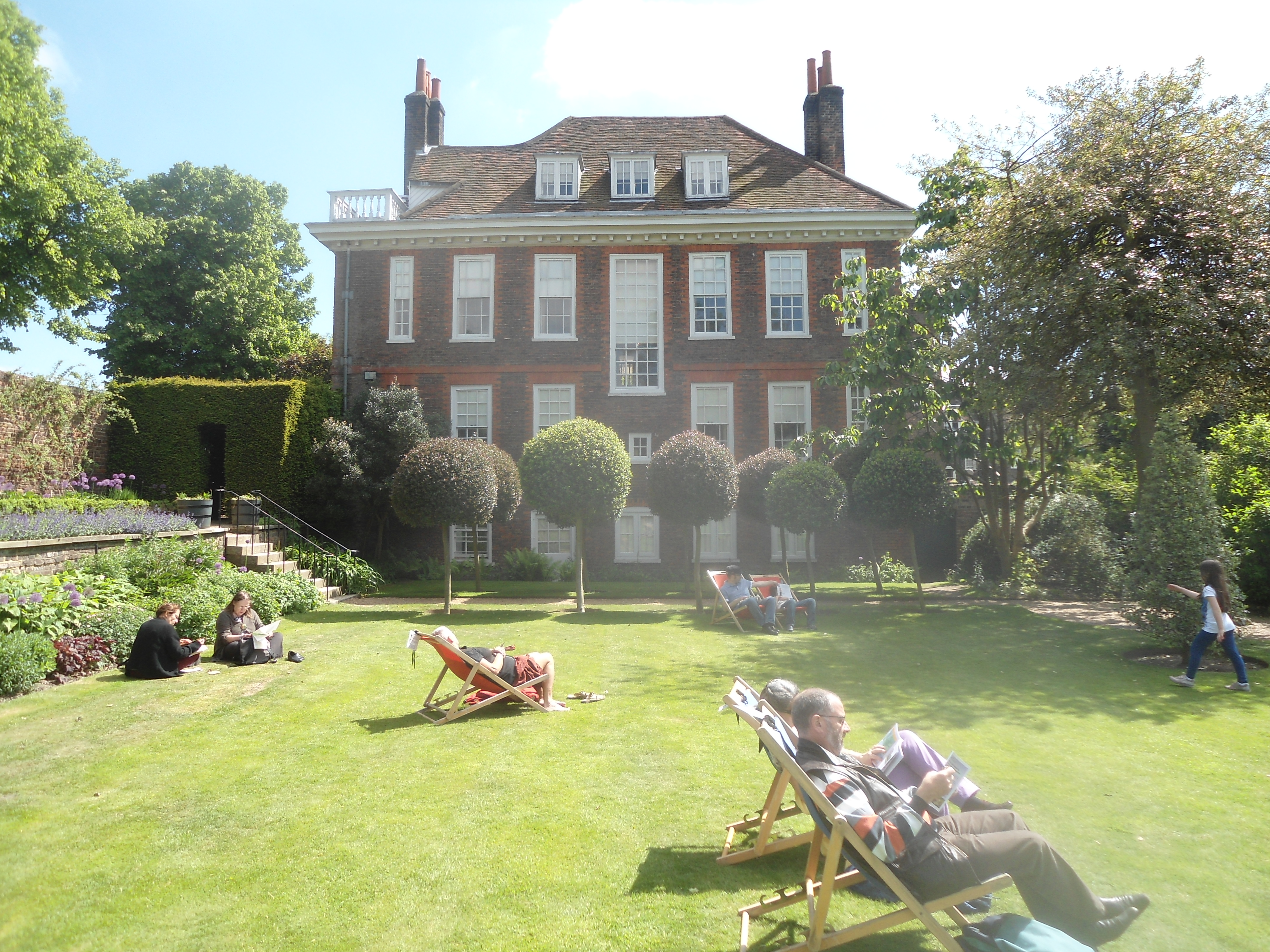
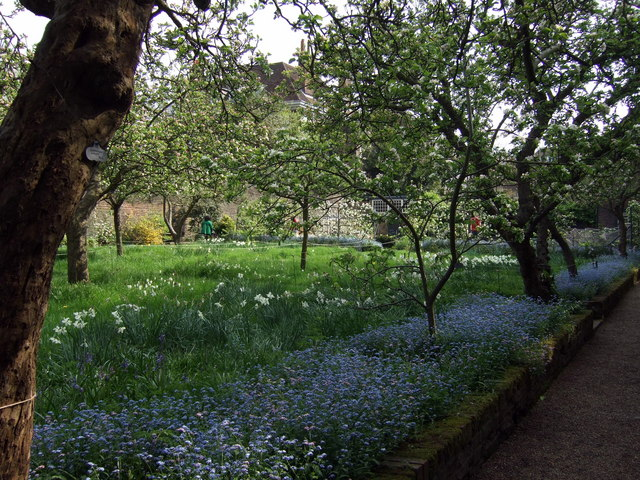
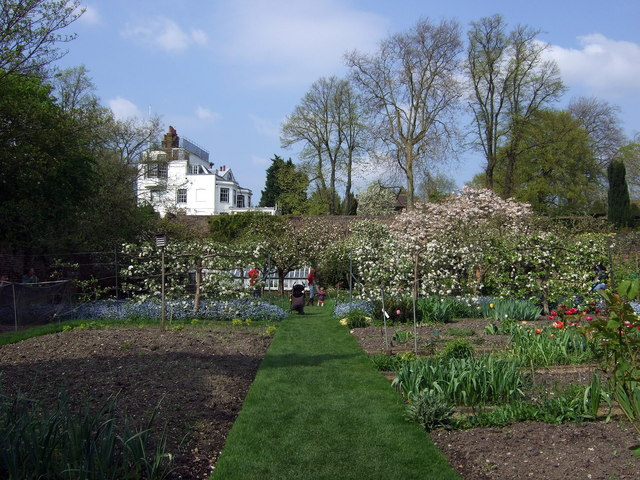
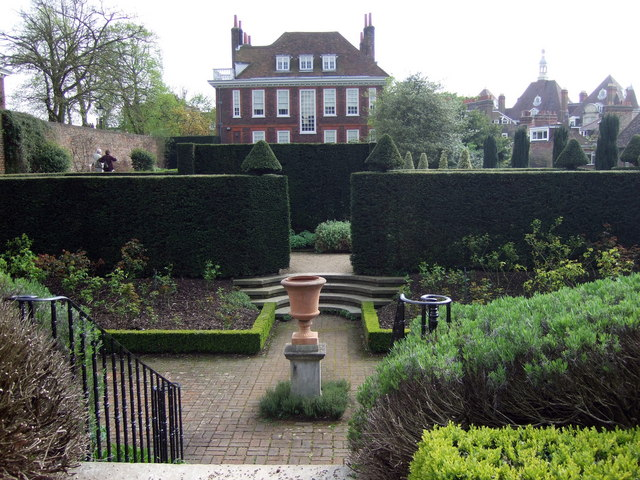